# Vladimír Wallenfels
Vladimír Wallenfels, křtěný Vladimír Václav (17. srpna 1895, Svaté Pole – 29. června 1962, Praha) byl český architekt a urbanista.

## Život
Narodil se ve Svatém Poli (Příbram). Po ukončení studia na gymnasiu v Praze v roce 1914 zahájil studium na Českém vysokém učení technickém v Praze, které přerušila 1. světová válka. Ve studiu pokračoval v letech 1917–1921. Na Akademii výtvarných umění v Praze studoval v letech 1921 – 1923 u Jana Kotěry a 1923–1924 u Josefa Gočára. Byl architekt Zemského úřadu a v letech 1948–1958 pracoval na Ministerstvu zdravotnictví. Byl předčasně penzionován. Jeho tvorba byla zaměřena především na sakrální stavby, projekty nemocnic, škol a obytných domů, především v Praze. Jeho tvorba byla v duchu purismu a funkcionalismu.

## Dílo

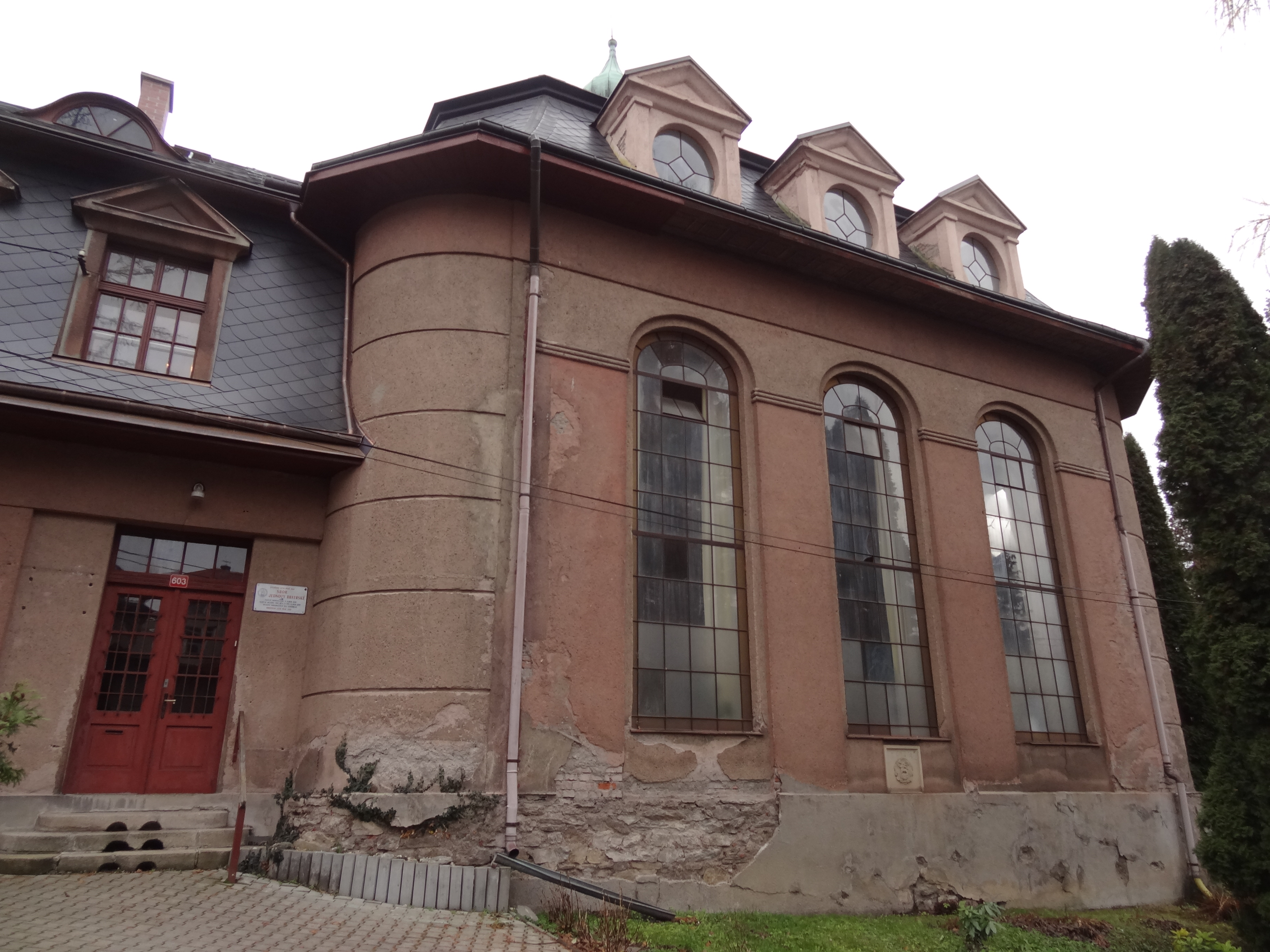
Železný Brod - českobratrská kaple (Komenského 603)

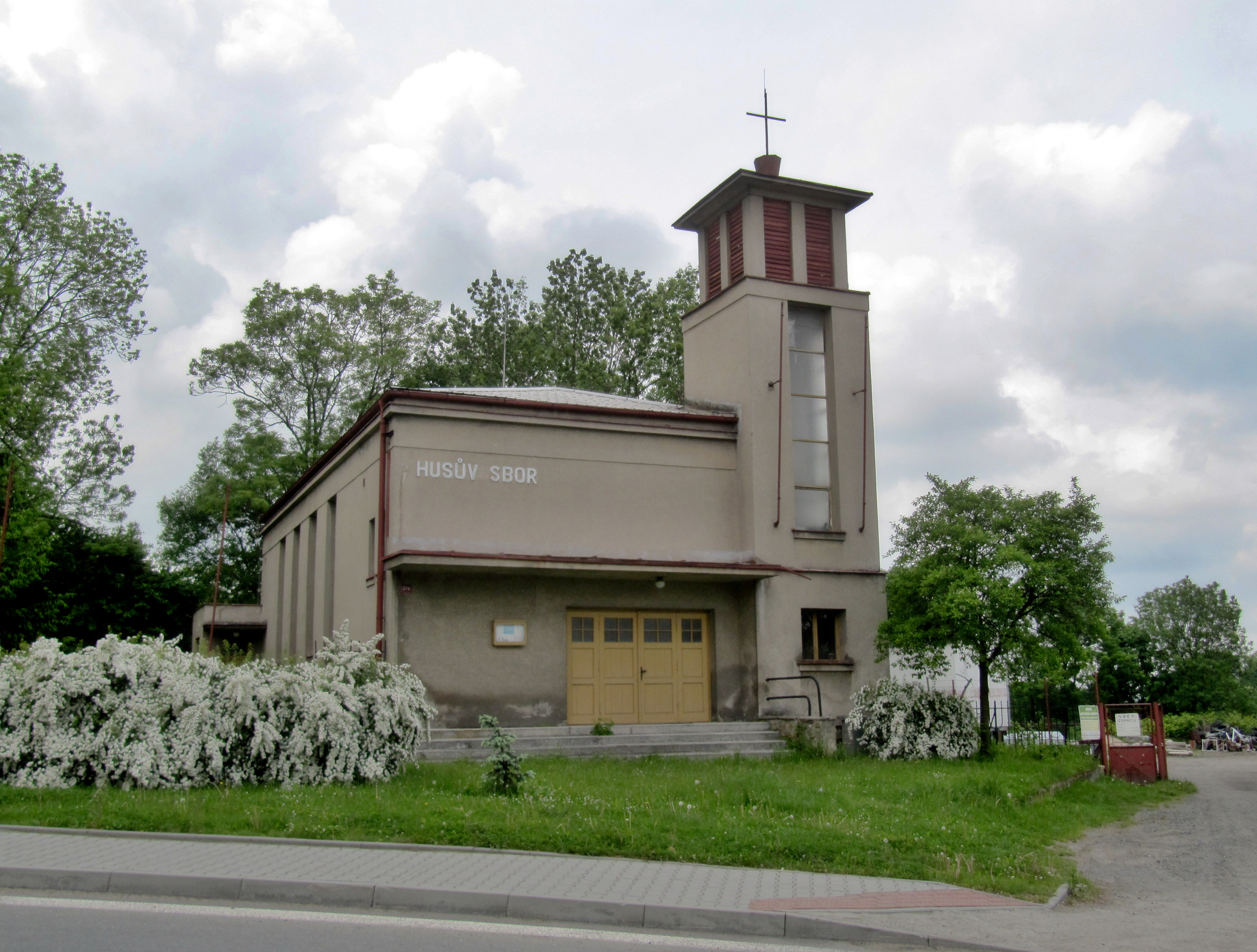
Zásmuky, Husův sbor.

S architektem Františkem Fialou (1895 –1957) se v roce 1923 zúčastnili soutěže na ostravský pavilon (později Dům umění), v níž zvítězili. Přepracovaný projekt byl realizován – ostravský Dům umění, otevřený 1926, je důležitý příklad puristické architektury s ohlasem tvorby Jana Kotěry a holandské architektury té doby. Obojí patrné v uplatnění režného zdiva a v oproštěných formách s decentním uplatněním dekoru.
- 1920–1934 Zemský úřad pro choromyslné, Havlíčkův Brod[5]
- 1924–1925 modlitebna Jednoty bratrské, Železný Brod[5], kulturní památka ČR[6] od roku 1986[7]
- 1925 – 26 nájemní domy čp. 679 a 680 v dnešní Kafkově ulici[3]
- 1926–28 Ústav sociální péče, Železný Brod[5]
- 1931–32 Kostel Církve československé husitské (Husův sbor) Zásmuky, otevřen 6. července 1935, funkcionalistická stavba, výstavbu vedl architekt Josef Tesař[8]

- 1932 postaven Sbor církve československé v Kolíně[3], stavitel Josef Záruba. Funkcionalistický kostel s obdélná hladká stavba. V západním průčelí je vysoká, štíhlá věž.
- 1933 Zemská průmyslová škola ve Volyni (spolu s Františkem Fialou), Resslova 440, Volyně[5], rekonstrukce oceněná cenou Fasáda roku 2009[9]

- 1930 – 1933 Klárův ústav slepců v Praze-Krči[3]
- 1934 puristický obytný dům čp.1553 v ulici Na Dionýsce v Dejvicích[3]
- 1934 projekt Pírkova sanatoria v Mladé Boleslavi[3]
- 1936 – 37 provozní doplňovací budova Národního divadla (spolu s J. Hüttel), Divadelní ul. čp. 1435/II., Praha – Nové Město (zbořeno)